# مركز تدوير نفايات

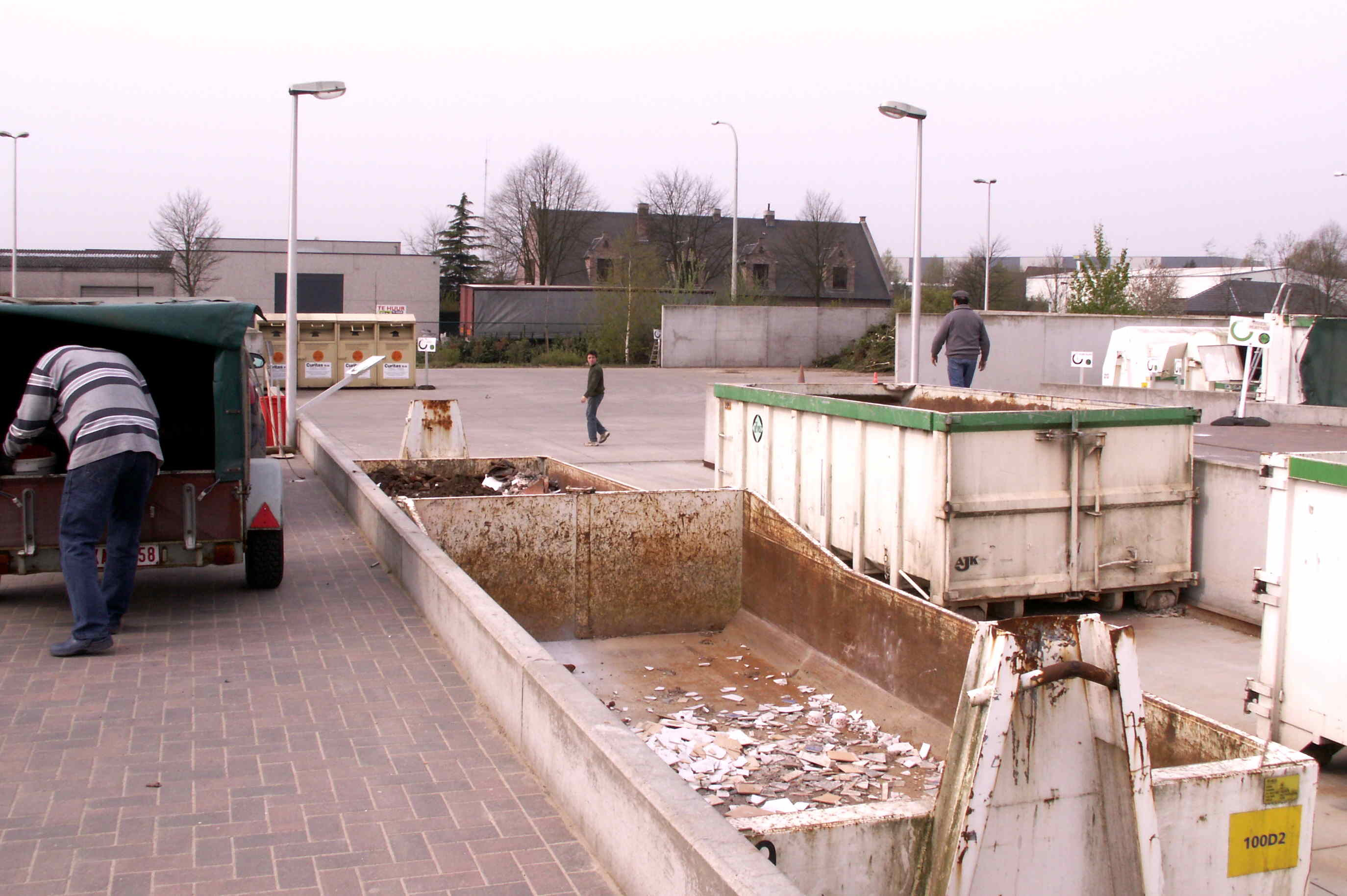
مركز تدوير نفايات

مركز تدوير النفايات (المنزلية) هو مرفق يمكّن الجمهور من التخلص من النفايات المنزلية الصلبة، وغالبًا ما تحتوي على نقاط تدوير النفايات. تُدير البلدية هذه المرافق في منطقة مُحددة. تتوفر نقاط تجميع للنفايات الدَّوُورة (قابلة للتدوير)، مثل النفايات الخضراء والفلزات والزجاج وأنواع النفايات الأخرى (بما في ذلك وقود الزيوت النباتية). كما تُقبل المواد التي لا يُمكن جمعها ببرامج جمع النفايات المحلية، مثل النفايات الضخمة.